# 卓變形蟲屬
卓變形蟲屬（學名：Chaos）是變形蟲的一個屬，屬葉足亞門變形蟲科，屬名最早於1767年由卡爾·林奈描述發表。本屬目前包含四種物種，最知名的物種卡罗来纳卓变虫（Chaos carolinensis），又稱巨大阿米巴，一般可長至1－3毫米，也有長至5毫米者，其他物種也能長至0.5－1毫米。可於實驗室中培養，因大小巨大，過去常被當作模式生物。
本屬的變形蟲與變形蟲屬物種的外形相當類似，皆可形成多個頂端為圓弧狀的偽足，不過變形蟲屬物種的細胞中僅有一個細胞核，本屬物種則具有多個核，有時甚至可多達上千個，因此巨大阿米巴曾被歸入多核變形蟲屬中。不過近年研究的分子證據顯示本屬與變形蟲屬關係較為接近。

## 研究歷史

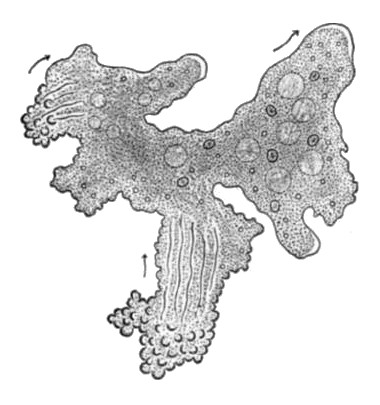
巨大阿米巴，由亨利·范·彼特斯·威森於1900年繪製

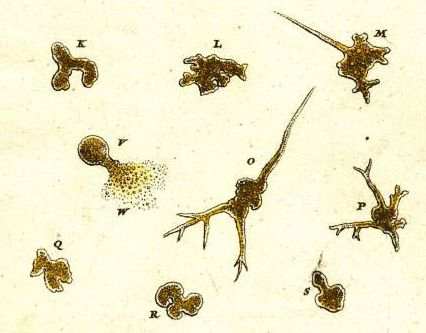
奧古斯都·馮·盧森霍夫於1755年所繪的阿米巴

1755年，博物學家奧古斯都·馮·盧森霍夫最早觀察、描繪了一種變形蟲，他將其稱為「小普羅透斯」（der kleine Proteus），名稱源於希臘神話中可變化外形的海神。1758年，卡爾·林奈將此變形蟲命名為Volvox chaos，但由於Volvox一名稍早前已被他用於團藻屬的屬名，1767年，林奈將此變形蟲改名為Chaos Chaos。1878年，約瑟夫·萊迪將盧森霍夫所見的「小普羅透斯」與數種淡水中的大型變形蟲視為同種，稱為大變形蟲（Amoeba proteus），但據其描述，「大變形蟲」細胞中僅有一個細胞核，與現生卓變形蟲屬的物種不同。
1900年，美國生物學家亨利·范·彼特斯·威森在北卡羅萊納州發現了一種形似大變形蟲，但細胞中有數百個細胞核的物種，將其歸入多核變形蟲屬中，命名為Pelomyxa carolinensis。1926年，美國生物學家阿薩·阿圖·沙弗認為盧森霍夫所見的「小普羅透斯」和Pelomyxa carolinensis為同種，根據《國際動物命名規約》，有效學名應為林奈所命名的Chaos Chaos，此觀點被部分學者接受，亦被部分學者反對 ，例如有人主張「小普羅透斯」實應為一種黏菌
。1948年，有學者接受本屬的屬名Chaos，將其與威森所命名的種小名搭配，稱為卡罗来纳卓变虫（Chaos carolinensis），後來因形態學與生理學的研究清楚表明卡罗来纳卓变虫與多核變形蟲屬的其他物種差異甚大，例如其具有粒線體，但後者則闕如，因此學界漸取得共識，以Chaos carolinensis為有效學名。
1980年代起，又有若干種變形蟲被歸入本屬，亦有新種被發表。C. carolinensis與C. illinoisense細胞中皆有上百個細胞核，C. glabrum與
C. nobile則只有數十個。

### 分子種系發生學
卓變形蟲屬與其他變形蟲過去皆被歸於原生生物界的肉足蟲綱（Sarcodina），近代分子種系發生學研究將原屬肉足蟲綱的類群拆成變形蟲與有孔蟲兩大類，本屬則屬於前者。
2009年的一篇研究顯示卓變形蟲屬與變形蟲屬的關係密切，但本屬可能不是單系群，該研究做出的演化樹顯示C. nobile比卡罗来纳卓变虫（C. carolinense）和變形蟲屬的物種還早分支。

|  | Amoeba leningradensis                                                                                   |
|  | |
|  | \| \| 大變形蟲 Amoeba proteus \| \| \| \| \| \| 卡罗来纳卓变虫 Chaos carolinensis \| \| \| \| |
|  | |
|  | 大變形蟲 Amoeba proteus                                                                                 |
|  | |
|  | 卡罗来纳卓变虫 Chaos carolinensis                                                                       |
|  | |

|  | 大變形蟲 Amoeba proteus           |
|  |                                   |
|  | 卡罗来纳卓变虫 Chaos carolinensis |
|  |                                   |

|  | Amoeba leningradensis                                                                                   |
|  | |
|  | \| \| 大變形蟲 Amoeba proteus \| \| \| \| \| \| 卡罗来纳卓变虫 Chaos carolinensis \| \| \| \| |
|  | |
|  | 大變形蟲 Amoeba proteus                                                                                 |
|  | |
|  | 卡罗来纳卓变虫 Chaos carolinensis                                                                       |
|  | |

|  | 大變形蟲 Amoeba proteus           |
|  |                                   |
|  | 卡罗来纳卓变虫 Chaos carolinensis |
|  |                                   |

## 生態
卓變形蟲屬的物種以細菌、藻類與其他原蟲為食，甚至可能食用一些多細胞的無脊椎動物，與其他變形蟲一樣透過吞噬作用，由偽足將食物包圍，形成一囊泡，再以酵素分解消化。吞噬作用可在細胞膜各處發生，不具有胞口等專司吞噬的區域。
變形蟲科的類群大多不具在環境不利下形成囊體以進行休眠的能力，C. illinoisense是本屬已知唯一會形成囊體的物種，其囊體直徑約250微米。亦有早期的報導指卡罗来纳卓变虫可形成囊體，但受到一些學者的質疑。

## 下属物种
本属包括以下物种：
- 卡罗来纳卓变虫 Chaos carolinense (Wilson, 1900)
- Chaos glabrum Smirnov & Goodkov, 1997：[17]
- Chaos illinoisense (Kudo, 1950)：於1950年由Kudo發現、描述，並於1951年發表，當時被歸入多核變形蟲屬，直到本屬地位確定後才改歸入本屬[16]。
- Chaos nobile (Penard, 1902)：於1902年由瑞士生物學家Eugène Penard發表描述，當時被歸入變形蟲屬，1981年被改歸入本屬[20]。

### 已歸入他屬
- Chaos zoochlorellae Willumsen, 1982：[21]因電子顯微鏡觀察下的形態特徵與其他物種差異較大，1987年被歸入新屬Parachaos（德语：Parachaos），學名更改為Parachaos zoochlorellae[22]。